# انتخابات محلی ترکیه (۲۰۱۴)

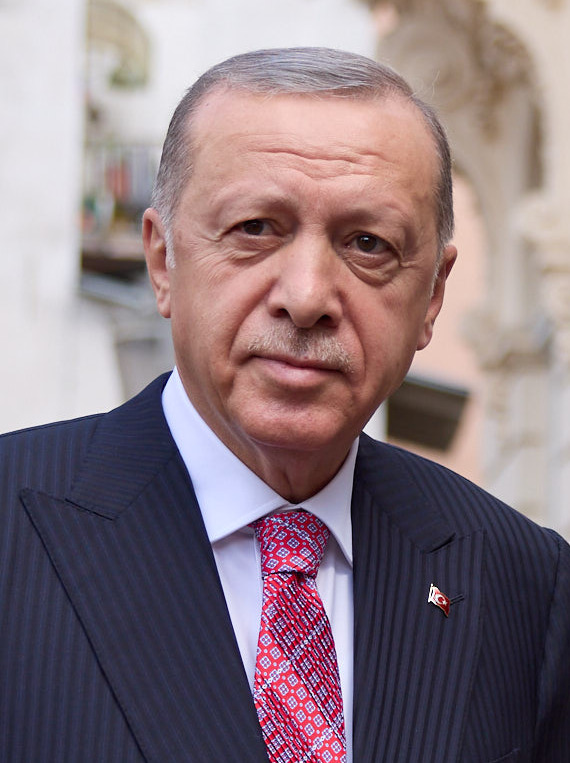
رجب طیب اردوغان عضو حزب توسعه وعدالت

انتخابات محلی ترکیه در ۳۰ مارس ۲۰۱۴ برگزار شد. این انتخابات برای مشخص کردن شهرداران شهرهای ۸۱ استان ترکیه است. ۲۵حزب از احزاب ترکیه می‌توانند در این انتخابات شرکت کنند. حزب صلح و دموکراسی، حزب حق و آزادی‌ها، حزب مطالبهٔ آزاد و حزب دموکراتیک خلق‌ها ،۴ حزب کرد شرکت‌کننده در این انتخابات‌اند.

## احزاب شرکت‌کننده
۲۵حزب از احزاب ترکیه می‌توانند در این انتخابات شرکت کنند. حزب صلح و دموکراسی، حزب حق و آزادی‌ها، حزب مطالبهٔ آزاد و حزب دموکراتیک خلق‌ها ،۴ حزب کرد شرکت‌کننده در این انتخابات‌اند.
اردوغان، نخست وزیر ترکیه در اظهار نظری که تحلیلگران سیاسی آن را یک بلوف می‌دانند گفته‌است که:«اگر حزب متبوع او در انتخابات شوراها متحمل شکست شود از نخست وزیری کناره خواهد گرفت. »
| حزب عدالت و توسعه                            |
| حزب آلترناتیو                                |
| حزب ترکیه مستقل                              |
| حزب صلح و دموکراسی                           |
| حزب اتحاد بزرگ                               |
| حزب جمهوری‌خواه خلق                           |
| حزب دموکرات ترکیه                            |
| حزب چپ دموکرات                               |
| حزب دوغرو یول                                |
| حزب جوان                                     |
| حزب حق و آزادی                               |
| حزب حق و برابری                              |
| حزب رهایی خلق                                |
| حزب صعود خلق                                 |
| حزب دموکراتیک خلق‌ها                          |
| حزب مطالبه‌ی آزاد                             |
| حزب کارگران ترکیه                            |
| حزب ملت (۱۹۹۲)                               |
| حزب لیبرال دموکراسی ترکیه                    |
| حزب حرکت ملی                                 |
| حزب آزادی و همبستگی                          |
| حزب سعادت                                    |
| Toplumsal Uzlaşma Reform ve Kalkınma Partisi |
| حزب کمونیست ترکیه                            |

## شهرهای مهم

### دیاربکر
دیاربکر مهم‌ترین شهر کردنشین ترکیه، به عنوان پایتخت کردستان ترکیه شناخته می‌شود. در ادبیات سیاسی ترکیه، از این شهر به عنوان قلعه پ‌ک‌ک یاد می‌شود.
| نامزدها                | حزب                |
| ---------------------- | ------------------ |
| سَوگی چلیک              | حزب حق و آزادی     |
| گلتن کشاناک            | حزب صلح و دموکراسی |
| مهمت غالب انصاری اوغلو | حزب عدالت و توسعه  |
| مهمت حسین یلماز        | حزب مطالبهٔ آزاد    |